# رون هال (لاعب كرة قدم أسترالية)
رون هال (بالإنجليزية: Ron Hall)‏ هو لاعب كرة قدم أسترالية أسترالي، ولد في 11 نوفمبر 1945 في Scottsdale, Tasmania ‏ في أستراليا، وتوفي في 26 يونيو 2014 في تاسمانيا في أستراليا بسبب نوبة قلبية.